# 奥斯卡·贝纳维德斯
奥斯卡·雷蒙多·贝纳维德斯·拉雷亚（西班牙語：Óscar Raymundo Benavides Larrea，1876年3月15日—1945年7月2日）是一位著名的秘鲁陆军元帅，也是一位功勋卓著的外交家、政治家。曾两度担任秘鲁总统。

## 早年生活
贝纳维德斯在1876年3月15日出生于利马，父亲米格尔·贝纳维德斯-加列戈斯是一名军人，母亲艾尔菲丽娅·拉雷亚是一位社交名流。贝纳维德斯在军校毕业后服役于炮兵部队，在1906年去法国学习炮兵技术，获得了法国荣誉军团勋章。

### 卡克塔河战役
1910年12月返回秘鲁后，贝纳维德斯被任命为第9步兵营的指挥官，该营驻扎在秘鲁北部的奇克拉约 。 1911年2月，秘鲁政府下令贝纳维德斯率领第9营前往秘鲁亚马逊州与哥伦比亚的东北边界。哥伦比亚在卡奎塔河南岸的拉佩德雷拉建立了一个防御工事，根据1909年《波拉斯-坦科·阿尔盖斯条约》，该工事在秘鲁境内。第九营穿越伊基托斯，抵达拉佩德雷拉，在劝降无果后，贝纳维德斯果断出击，全歼了哥伦比亚军。然而秘鲁官方却和哥伦比亚议和，放弃了卡克塔河沿岸地区，将边界推移到普图马约河附近。由于秘鲁政府的无能以及气候的原因，大量兵士在转进过程中因黄热病丧命。
8月4日，贝纳维德斯返回伊基托斯，他被擢升为步兵上校。 但是贝纳维德斯在日记中写道：“我遭受了如此之多的痛苦，以致于我所取得的胜利以及给予我的升迁并没有像许多人所感受的那样使我高兴，这就像士兵们没有遭受那么多不幸一样。”

### 战后
由于贝纳维德斯在归途中罹患恶疾，秘鲁政府在战后送贝纳维德斯到欧洲诊疗。当他于1912年4月8日回到秘鲁时，他被授予民族英雄称号，为了表彰他的功绩，政府在利马举行了游行。随后贝纳维德斯又同弗朗西斯卡·贝纳维德斯·迭斯·坎塞科结婚。几个月后又被晋升为阿雷基帕地区的军事长官。在1913年7月16日，他被刺客用手枪击中胸口，好在没有去世。
1913年11月，贝纳维德斯被调到利马，任参谋长官。

## 第一任总统任期
1913年，吉列尔莫·比林赫斯特总统计划解散国会，此时反对派联络了贝纳维德斯，迫使其出兵以维持宪法秩序。贝纳维德斯在经过思索后同意了他们的请求。1914年2月4日，贝纳维德斯出兵迫使吉列尔莫·比林赫斯特下台。当比林赫斯特发现他已经孤立无援以后，他向武装部队投降并且流亡到了智利。
5月15日，国民大会任命他为临时总统。 在他的政府任职的18个月中，贝纳维德斯恢复了秘鲁的政治秩序和稳定。 关于他的内阁， 巴萨德雷认为：“贝纳维德斯将军对合作者的选择是谨慎而平衡的”。贝纳维德斯举行了由1915年8月18日执政的何塞·帕尔多-巴雷达赢得的大选。

## 下野时期
1916年，帕尔多总统派贝纳维德斯作为第一次世界大战的观察员前往巴黎，他见证了凡尔登战役。1917年，贝纳维德斯成为了秘鲁驻意大利大使，当莱吉亚发动政变夺取权力以后。莱吉亚认为贝纳维德斯会妨碍他的统治。当贝纳维德斯从罗马回到利马后，莱吉亚担心贝纳维德斯会像推翻比林赫斯特一样推翻他自己，1921年5月3日，莱吉亚派人逮捕了贝纳维德斯，并将贝纳维德斯绑架到了一艘前往悉尼的汽船上。贝纳维德斯在船上和一部分人一起，逼迫船长前往哥斯达黎加，并且去往了巴拿马和瓜亚基尔。贝纳维德斯在瓜亚基尔与反对莱吉亚的人组成社团。1927年11月，贝纳维德斯前往法国。
1930年8月22日， 路易斯·米格尔·桑切斯·塞罗中校在阿雷基帕发起了一场革命，并且最终推翻了莱吉亚。贝纳维德斯先是被委派为秘鲁驻西班牙大使，随后又回到秘鲁军队中任职。1932年3月31日，贝纳维德斯被擢升为秘鲁陆军总司令。
在1933年4月30日路易斯·米格尔·桑切斯·塞罗被阿普拉党成员刺杀后，贝纳维德斯继任总统。

## 第二任总统任期
贝纳维德斯在继任总统后不久签署了1933年宪法。之后新政府展开了一系列工作。在贝纳维德斯第一个任期，他解决了与哥伦比亚的领土纠纷，宣布阿普拉党非法，他以“ 秩序，和平与工作 ”为座右铭执政。 他加强了武装力量，并购买了现代武器，还建造了卡亚俄的海军码头和干船坞。
在贝纳维德斯任期内，泛美公路秘鲁段彻底贯通。在此期间，秘鲁政府为工人及其家庭建造了生活区和食堂，并制定了工人社会保障和新的民法典。 鼓励旅游业，并计划在秘鲁的主要城市建设旅游酒店。
1939年12月8日，贝纳维德斯将总统授权移交给当年大选获胜者曼努埃尔·普拉多·乌加特切。12月19日，普拉多向贝纳维德斯授予秘鲁大元帅的头衔。

## 下台后
1940年，贝纳维德斯曾担任秘鲁驻西班牙大使。1941年，他成为了秘鲁驻阿根廷大使直到1944年。1944年7月17日贝纳维德斯返回了秘鲁。他参与了国家民主阵线党的创建。在国家民主阵线候选人何塞·路易斯·布斯塔曼特·里韦罗当选总统后不久，于1945年7月2日在利马去世。